# 陶懌
陶懌（1449年—？），字習之，浙江紹興府會稽縣人，民籍，明朝政治人物。

## 生平
成化七年（1471年）辛卯科浙江鄉試第五十五名舉人。弘治三年（1490年）中式庚戌科會試第二百三十六名，二甲第八十一名進士。他同时是会稽陶氏第一位进士出身者。弘治十八年（1505年）二月由刑部员外郎升福建按察司佥事，正德四年（1509年）七月升廣東布政司右參議。

## 家族
曾祖陶仲濂；祖父陶士成；父陶瑀，母張氏。具庆下。兄陶性（贡士）。